# Ancylolomia melanella
Ancylolomia melanella là một loài bướm đêm trong họ Crambidae.